# 大西港
大西港（おおにしこう）は、広島県大崎上島町の大崎上島の中野大西、大串地区と長島の南側を含む港湾。港湾管理者は広島県。地方港湾

## 概要

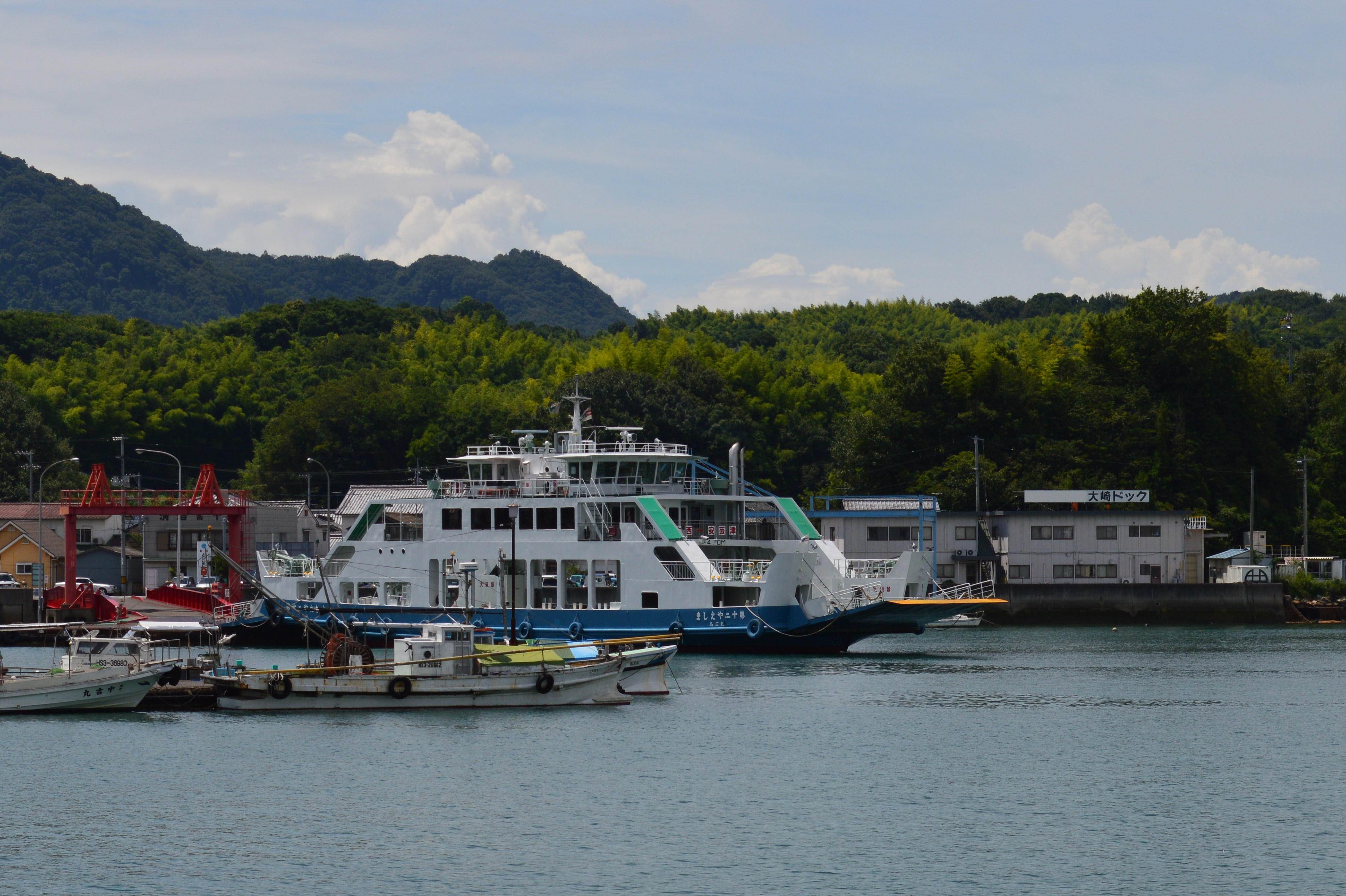
大西港
「大西港」地図
大串港
「大串港」地図

## 航路
- 安芸津フェリー
  - 大西港 - 安芸津港（東広島市）